# Александрово (Дєдовицький район)
Александрово (рос. Александрово) — присілок в Дєдовицькому районі Псковської області Російської Федерації.
Населення становить 24 особи. Входить до складу муніципального утворення Шелонська волость.

## Історія
Від 2015 року входить до складу муніципального утворення Шелонська волость.

## Населення
| 2001 | 2002 | 2010 |
| ---- | ---- | ---- |
| 34   | ↗38  | ↘24  |